# 중앙아시아 경기 대회
중앙아시아 경기 대회(영어: Central Asian Games)는 중앙아시아 5개국이 참가하는 종합 스포츠 대회이다.

경기 종목
축구
농구
배구
테니스
스누커
골프
탁구
수영
세팍타크로
빠델
티볼
복싱
유도
태권도
육상
펜싱
트라이애슬론 
체스
역도

## 참가국
- 카자흐스탄
- 우즈베키스탄
- 타지키스탄
- 키르기스스탄
- 투르크메니스탄

## 개최지
|        | 중앙아시아 경기 대회 | 중앙아시아 경기 대회 | 중앙아시아 경기 대회 |
| ------ | -------------------- | -------------------- | -------------------- |
| 연도   | 회                   | 도시                 | 나라                 |
| 1995년 | 1                    | 타슈켄트             | 우즈베키스탄         |
| 1997년 | 2                    | 알마티               | 카자흐스탄           |
| 1999년 | 3                    | 비슈케크             | 키르기스스탄         |
| 2001년 | 4                    | 아시가바트           | 투르크메니스탄       |
| 2003년 | 5                    | 두샨베               | 타지키스탄           |
| 2005년 | 6                    | 타슈켄트             | 우즈베키스탄         |
| 2007년 | 7                    | 알마티               | 카자흐스탄           |
| 2009년 | 8                    | 아슈하바트           | 투르크메니스탄       |
| 2011년 | 9                    | 비슈케크             | 키르기스스탄         |
| 2015년 | 10                   | 두샨베               | 타지키스탄           |

- 기울임꼴은 취소된 대회를 뜻한다.